# Norodom Ranariddh
Dans ce nom, le nom de famille, Norodom, précède le nom personnel.
Le prince Norodom Ranariddh (en khmer : នរោត្តម រណឫទ្ធ) est un homme d'État cambodgien membre de la famille royale, né le 2 janvier 1944 à Phnom Penh et mort le 28 novembre 2021 à Vauvenargues. Ancien président du Funcinpec, il est Premier ministre du Cambodge de 1993 à 1997.
Il est également professeur à la faculté de droit et science politique d'Aix-en-Provence en France, ainsi qu'à l'Institut d'études politiques d'Aix-en-Provence (Sciences-Po Aix). 
Il est le fils de l'ancien roi Norodom Sihanouk et de sa première épouse, Neak Moneang Phat Kanhol, et le demi-frère de Norodom Sihamoni, actuel roi du Cambodge.

## Biographie

### Famille
Le prince Ranariddh est marié deux fois et a cinq enfants :
1. le 14 décembre 1968, il épouse Eng Marie (née le 21 décembre 1948), devenue la princesse Norodom Marie Ranariddh, fille d'un haut fonctionnaire d'ascendance sino-khmère ; elle lui donne trois enfants avant de demander le divorce (prononcé en 2010) pour adultère avec celle qui devient sa seconde épouse :
  1. le prince Norodom Chakravuth (né le 13 janvier 1970) ;
  2. le prince Norodom Sihariddh (né le 23 juin 1972) ; épouse en deuxièmes noces Nathalie Lèbre ; il a 3 enfants qualifiés d'altesses :
    1. le prince Norodom Jayariddh (né en 2002), né de son premier mariage ;
    2. le prince Norodom Célian (né en 2004) ;
    3. la princesse Norodom Alexiane (né en 2008) ;

  3. la princesse Norodom Rattana Devi (née le 18 juin 1974) ;
2. de son second mariage en 2010 avec Ouk Phalla (1979-2018), devenue la princesse Norodom Ouk Phalla, de 35 ans sa cadette, danseuse classique et descendante du roi Sisowath, il a 2 enfants :
  1. le prince Norodom Sothearith (né en 2003) ;
  2. le prince Norodom Ranavong (né en 2011).

### Carrière politique
Après un conflit avec le second Premier ministre, Hun Sen, et alors qu'il était premier Premier ministre, il a été contraint à une période d'exil en 1997.
Le 18 mars 1998, il est condamné par contumace à 35 ans de prison pour collusion avec les Khmers rouges. Le 21, son père le roi lui accorde sa grâce.
Il est ensuite devenu président de l'Assemblée nationale du Cambodge, mais à la suite de nombreuses confrontations plus ou moins ouvertes avec le Parti du peuple cambodgien de Hun Sen, il démissionne de ce poste en mars 2006.
Il est par la suite destitué en octobre 2006 en tant que président du Funcinpec, le parti royaliste cambodgien.. Le mois suivant, il fonde le Parti Norodom Ranariddh (PNR). Après des accusations de détournement de fonds et d'adultère, il s'est à nouveau exilé et, en mars 2007, il a été reconnu coupable de détournement de fonds et condamné à 18 mois de prison. Après avoir été gracié en septembre 2008 et retourné au Cambodge, il est nommé président du Conseil privé suprême du roi.
Ranariddh a annoncé sa retraite de la politique, mais a repris la direction du PNR en décembre 2010. Il a échoué à fusionner le PNR et le Funcinpec et a pris sa retraite, mais en mars 2014, il fonde le parti Communauté du Parti populaire royaliste (CRPP).
En janvier 2015, Ranariddh a dissous le CRPP et est retourné au Funcinpec. Il a ensuite été réélu à la présidence du Funcinpec.
Le 17 juin 2018, il est sérieusement blessé dans un accident de la route au cours duquel son épouse, la princesse Ouk Phalla, est tuée.

### Décès
Norodom Ranariddh meurt à l'âge de 77 ans, le 28 novembre 2021 à Vauvenargues, des suites d'une maladie,.